# Zingulum

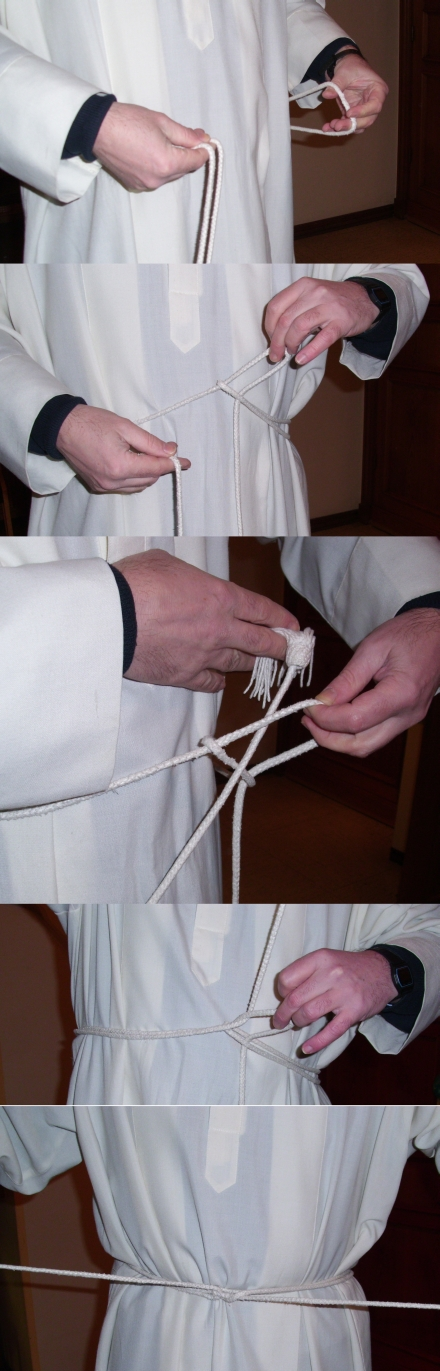
Standardknoten für das einfache Zingulum zur Albe

Das Zingulum oder Cingulum (von lateinisch cingulum ‚Gürtel‘, Plural Zingula) ist der Gürtel, mit dem die Albe geschürzt wird, welche die katholischen  Kleriker als liturgisches Untergewand beim Gottesdienst tragen. Ordensleute tragen außerdem ein Zingulum um ihren Habit und Kleriker um ihre Soutane. Das Zingulum ist vom römischen Cingulum abgeleitet.

## Beschreibung
Das Zingulum zum Gürten der Albe beim Gottesdienst besteht aus Leinen oder Hanf, früher gelegentlich auch aus Seide oder Wolle; es kann nach Art eines Stricks, als gewebtes oder zusammengenähtes Stoffband gestaltet sein und ist meist weiß, kann aber auch mit der liturgischen Farbe der übrigen Paramente übereinstimmen. An den Enden befanden sich häufig Fransen oder Troddeln. Das Zingulum der Ordensleute kann ein einfacher Strick oder ein Ledergürtel oder als Stoffband mit dem Skapulier verbunden sein. Bei der Soutane der Kleriker ist es ein breites Band aus edlem Stoff in den Würdefarben. So trägt ein Priester ein schwarzes, ein Bischof ein violettes, ein Kardinal ein scharlachrotes und der Papst ein weißes Zingulum.

Papst: weiß
Kardinal: rot
Bischof: violett
Priester & Dekan: schwarz

## Symbolik
Für die Deutung des Zingulums in der Liturgie wurde auf die biblische Symbolik des Sich-Gürtens zurückgegriffen: Der Gürtel ist eine von Gott kommende Kraft, vgl. Ps 18,33 : „Gott hat mich mit Kraft umgürtet, er führte mich auf einen Weg ohne Hindernis.“ Das Umgürten drückt ferner Bereitschaft aus, siehe Ex 12,11 : „So aber sollt ihr es essen: eure Hüften gegürtet, Schuhe an den Füßen, den Stab in der Hand. Esst es hastig! Es ist die Paschafeier für den Herrn“, Eph 6,14 : „Gürtet euch mit Wahrheit“ und Lk 12,35-36 : „Legt euren Gürtel nicht ab, und lasst eure Lampen brennen! Seid wie Menschen, die auf die Rückkehr ihres Herrn warten, der auf einer Hochzeit ist, und die ihm öffnen, sobald er kommt und anklopft“. Das Zingulum kann Demut gegenüber dem sich aufblähenden Gewand bedeuten (vgl. Seckauer Missale, 12. Jh.) oder, da es die Albe als Sinnbild der Taufe zusammenhält, eine Bitte um Bewahrung der Taufgnade ausdrücken. Im Mittelalter trat daneben auch die Bitte um Beherrschung der Triebe, etwa im Sakramentar von Tours, 9./10. Jahrhundert.

## Ankleidegebet
Während des Anlegens des Zingulums spricht der Kleriker das folgende Ankleidegebet:

„Præcínge me, Dòmine, cingulo puritátis et exstíngue in lumbis meis humórem libídinis: ut máneat in me virtus continéntiæ et castitátis.“

„Umgürte mich, Herr, mit dem Gürtel der Reinheit und lösche in meinen Lenden die (Feuchtigkeit der) Begierde, damit in mir bleibe die Tugend der Beherrschtheit und Keuschheit.“

## Bilder

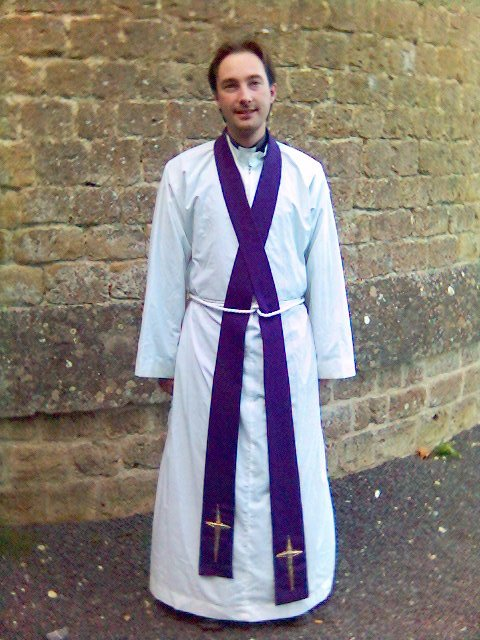
Mit dem Zingulum befestigte Stola
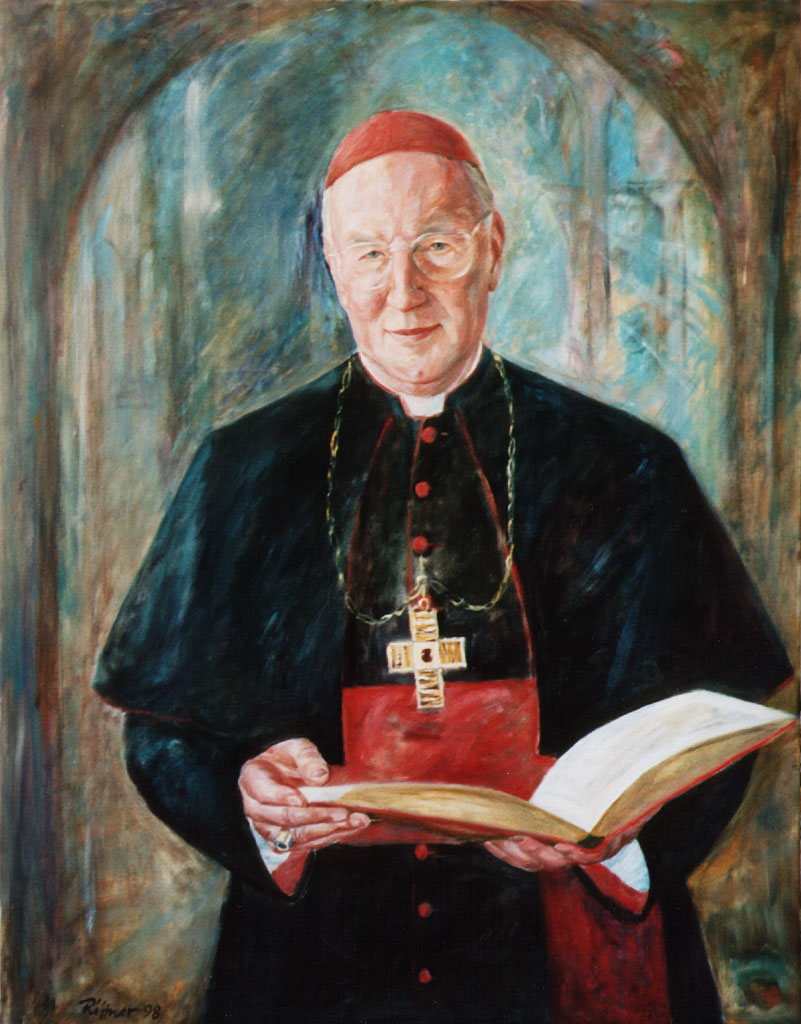
Friedrich Kardinal Wetter mit dem roten Zingulum
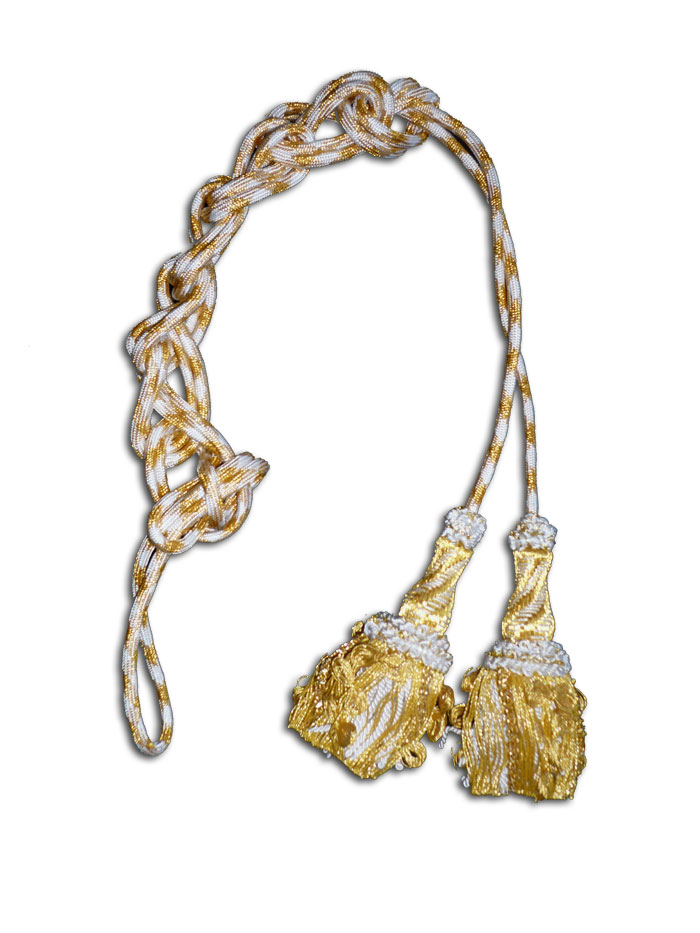
Zingulum in Weiß und Gold
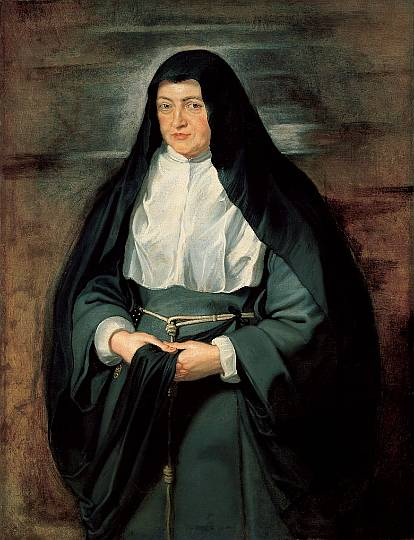
Habit der Armen Klarissen mit dem Franziskanerknoten in der Kordel
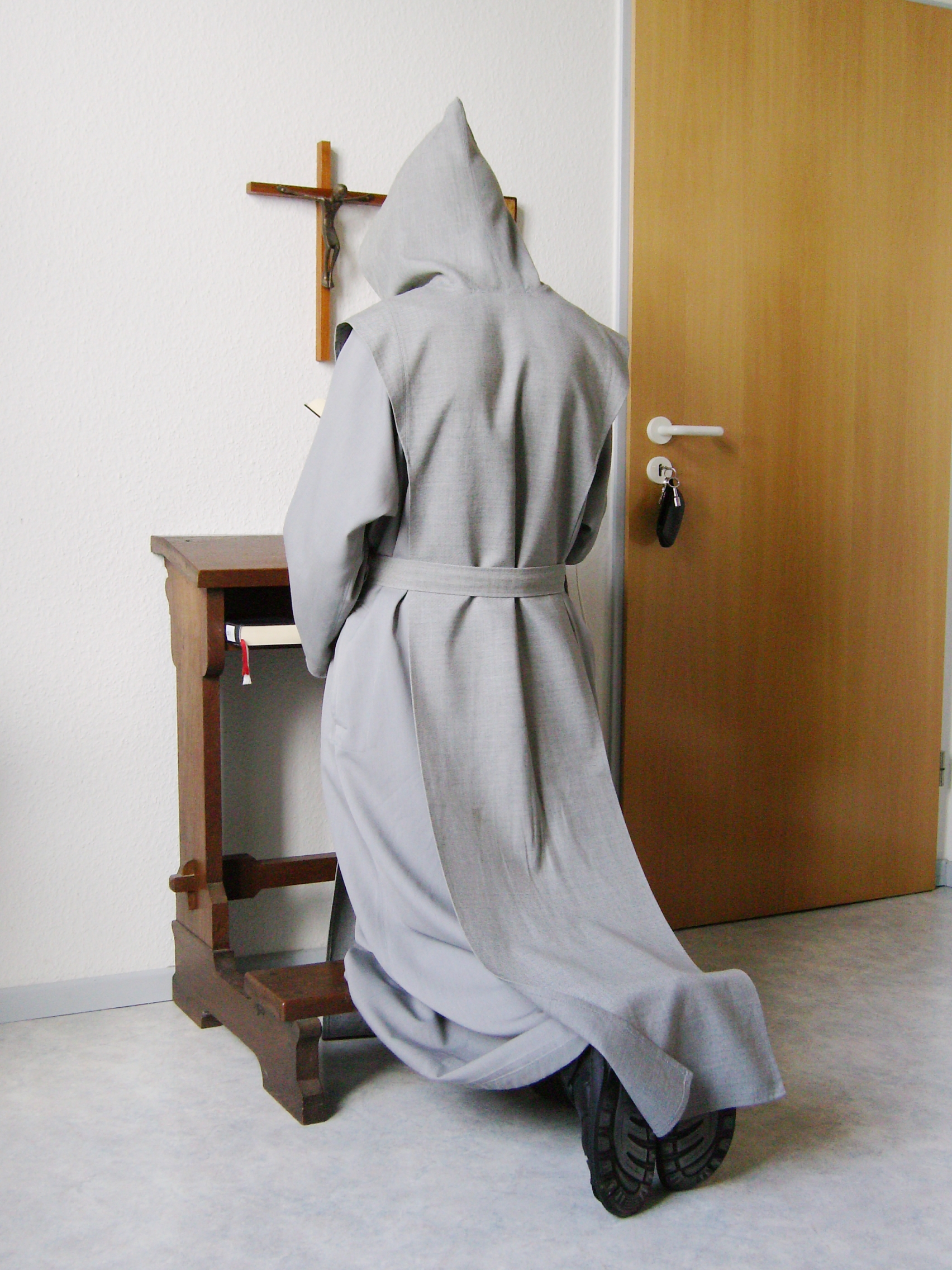
Trappist beim Gebet in seiner Zelle